# Đền Bà Chúa Me
Đền Bà Chúa Me còn có tên gọi khác là Đền thờ Quốc Thánh Mẫu, thờ Thái phi Vũ Thị Ngọc Nguyên, vợ chúa Trịnh Cương thời Lê trung hưng. Đền được xây dựng, phục hồi trên nền đất có địa danh là Phủ Bà được xây dựng từ thế kỷ 17, thuộc xã My Thử, huyện Đường An, tỉnh Hải Dương, nay là thôn Phục Lễ, xã Vĩnh Hồng, huyện Bình Giang, tỉnh Hải Dương.

## Vị trí
Đền thờ Bà chúa Me Vũ Thị Ngọc Nguyên tọa lạc tại thôn Phục Lễ, xã Vĩnh Hồng, huyện Bình Giang, tỉnh Hải Dương. Thôn Phục Lễ xưa gọi là My Thử, huyện Đường An còn có tên nôm là làng Me, nên Thái phi Vũ Thị Ngọc Nguyên còn được nhân dân trong vùng suy tôn là Bà chúa Me.
Đường An được thành lập từ thế kỷ IX (841- 847), thời Trần thuộc Hồng Lộ. Năm Đồng Khánh nguyên niên (1886), vì kiêng tên húy của vua, huyện Đường An đổi thành huyện Năng An. Khi bỏ cấp phủ, lấy tên là Bình Giang
Đền thờ nằm ngay bên tỉnh lộ 395 nối từ thị trấn Kẻ Sặt (huyện Bình Giang) đi thành phố Hải Dương, cách Thủ đô Hà Nội khoảng 45 km về phía Đông, cách thành phố Hải Dương khoảng 12km về phía Tây đi theo Quốc lộ số 5 (Vị trí Đền thờ).

## Lịch sử
Vị thần được thờ chính tại Đền là Thái phi Vũ Thị Ngọc Nguyên (là nhân thần), Thái phi của Chúa Trịnh Cương (1686 - 1729). Bà là mẹ của hai vị chúa thời Lê Trung hưng (Trịnh Giang và Trịnh Doanh) và là bà nội của Trịnh Sâm. Bà đã được Vua Lê Ý Tông (1735 - 1740) tôn phong Quốc Thánh Mẫu.
Bà đã từng nhiếp chính điều khiển chính sự, thay chúa cũ không còn đủ năng lực (Trịnh Giang), bằng chúa mới có tài năng hơn, để điều hành đất nước (Trịnh Doanh), tránh được cảnh huynh đệ tương tàn, tranh giành ngôi báu lẫn nhau. Ngoài ra, trong lúc Chúa Trịnh Doanh đang cầm quân dẹp loạn ở miền xa, kinh thành Thăng Long trống rỗng, thừa cơ quân khởi nghĩa của Nguyễn Cừ, Nguyễn Tuyển đã kéo quân về định đánh úp Kinh thành, Bà đã trực tiếp đứng ra chỉ huy, điều binh, khiển tướng bảo vệ, cứu nguy cho Kinh thành. Vua Tự Đức (1829 - 1883) đã đánh giá Bà là một người anh kiệt trong phái phụ nữ.
Năm Bính Thìn, niên hiệu Vĩnh Hựu thứ 2 (1736), Trịnh Giang cho làm chùa Hồ Thiên trên đỉnh núi ở huyện Bảo Lộc và Hương Hải ở xã Phụ Vệ, huyện Chí Linh bắt dân các huyện của Hải Dương (Giáp Sơn, Thủy Đường, Đông Triều, Kim Thành) và các huyện ở Thanh Hoa (Thanh Hóa)  xây dựng; làm các đền phủ ở xã Tử Dương và My Thử, Đường An (quê ngoại của Thái phi Vũ Thị) cực kỳ nguy nga, tráng lệ. Nhân dân My Thử và Phục Lễ ngày nay thường gọi khu đền, phủ này là khu Phủ Bà.
Năm Canh Thân, niên hiệu Cảnh Hưng nguyên niên (1740), do bất bình với ách thống trị của các tập đoàn phong kiến Đàng Ngoài (vua Lê, chúa Trịnh), Đàng Trong (chúa Nguyễn) cùng với nạn đói khủng khiếp xảy ra ở Sơn Nam, Hải Dương, Nguyễn Tuyển, Nguyễn Cừ và Vũ Trác Oánh lấy làng Ninh Xá (Hải Dương) làm căn cứ tập hợp lực lượng nổi dậy chống lại. Sau một cuộc chiến giữa quân nhà Trịnh (do Vũ Tất Thận và Hoàng Công Kỳ chỉ huy) với quân của Nguyễn Tuyển, Nguyễn Tuyển thắng trận và thừa thắng kéo quân đến đốt phá toàn bộ phủ đền ở My Thử, khu Phủ bà (đền phủ của nhà Thái phi Vũ Thị) và tung quân cướp bóc lớn, đi đến đâu đốt phá đến đó, thôn ấp thành bãi hoang tàn, rừng rậm. Đền phủ từ đường nhà Thái phi Vũ thị bằng đá cũng bị nứt nẻ, sụt đổ, mái chạm xuống chấm đất. Ngày 27 tháng 10 năm Tân Mùi, niên hiệu Cảnh Hưng 12 (1751), sau khi Thái phi mất Trịnh Doanh có Lệnh chỉ cho nhân dân trong vùng cùng Gia tộc họ ngoại tổ chức kính tế, thờ phụng Thái phi. 
Trước Cách mạng tháng Tám (1945), do khu Phủ Bà bị tàn phá, đền thờ chưa được khôi phục nên việc thờ Thái phi Vũ Thị Ngọc Nguyên chỉ diễn ra tại nhà thờ họ Vũ, được phối thờ với các vị tổ của dòng họ. Nhà thờ là công trình có kiến trúc kiểu chữ Đinh (J) gồm 3 gian tiền tế và 3 gian hậu cung, chất liệu bằng gỗ tứ thiết, mặt tiền quay hướng Nam.
Đền bà chúa Me được UBND xã Vĩnh Hồng, khởi công phục hồi, tôn tạo tháng 2 năm 2017 ngay trên nền đất di tích cũ (Phủ Bà), quê hương của Bà và năm 2019 đã được Ủy ban nhân dân tỉnh Hải Dương xếp hạng Di tích lịch sử (Quyết định số 333/QĐ-UBND ngày 22/01/2019).
Hiện trong Đền Bà chúa Me còn phối thờ sáu vị chúa Trịnh gồm: Trịnh Giang, Trịnh Doanh, Trịnh Sâm, Trịnh Cán, Trịnh Khải, Trịnh Bồng; thân phụ của Bà Thái phi, Bồ tát vương Vũ Thị Lưu và hai quan đại thần là Vũ Tất Thận (Bính Quận công), Vũ Tất Trạc (Trạc Quận công). Ngoài ra, trong khu Đền chính còn có Lăng mộ của Quận chúa Trịnh Thị Ngọc Án (con gái của Chiêu nghi Vũ Thị Ngọc Xuyến, vợ chúa Trịnh Tạc, được tôn tạo, xây dựng ở đúng vị trí của lăng mộ cũ đã tồn tại trước đó.

## Kiến trúc
Đền Bà chúa Me được quy hoạch với tổng diện tích 14,02 ha và được chia làm 2 khu: Khu Đền thờ và Khu Bia Bà. Khu Đền thờ được tôn tạo, xây dựng mới trên khuôn viên Phủ Bà cũ với chất liệu chủ yếu bằng bê tông cốt thép sơn màu giả gỗ, diện tích khoảng 4000m2, gồm 4 phân khu: Khu nội tự, Khu nhà ban quản lý, Khu tổ chức lễ hội và Khu dịch vụ. Khu nội tự có tổng chiều dài 50m, chiều rộng 40m được bố trí hướng Tây Bắc (hướng từ Hậu cung Đền chính nhìn ra Tam quan và đường tỉnh lộ 395), gồm các hạng mục: Cổng Tam quan, Tắc môn, Lầu Chuông Gác trống, Giải vũ (gồm 02 dãy ở 2 bên). Đền chính được đặt tại đường Thần Đạo thẳng hướng với tim Cổng tam quan.
Đền chính gồm Tiền tế và Hậu cung.
- Tiền tế có 5 gian với tổng chiều dài 14,8m, gian giữa dài 3m, 02 gian cạnh 2,7m và 02 gian dĩ 2,7m được tạo thành bởi 4 hàng cột (2 cột cái và 2 cột quân), khoảng cách tim cột cái là 3,0m, gian lách (Tim cột cái đến cột quân) là 1,5m, phía mặt đứng trước bố trí 03 luồng cửa bằng gỗ theo kiểu thương song hạ bản cổ truyền. Bộ vì có Kiến trúc theo kiểu con chồng đấu sen, 4 góc có đao mái được đắp kiểu tứ linh (Long, Ly, Quy, Phượng).  Chiều cao từ mặt nền lên đỉnh mái là 5,55 m (tại gian giữa) và 5,65 m (tại hai đầu hồi - Không kể kìm nóc).
- Hậu cung gồm 03 gian theo chiều rộng - 01 gian theo chiều dài, gian giữa rộng 3,0m, 02 gian cạnh rộng 1,5m, phía sau xây tường thu hồi bít đốc mái. Cốt nền cao hơn sân dự kiến là 0,75 m. Phần mái có đắp đầu đao, Rồng chầu mặt nguyệt, kìm nóc, con chối. Mái lợp ngói mũi phía trên kết cấu mái bằng gỗ (Hoành, dui, tầu mái, lá mái) kiểu truyền thống.
Ngoài công trình chính còn có các hạng mục phụ trợ như Nghi môn, Tắc môn, Nhà bia, Nhà chuông, Giải vũ, nhà khách... tạo thành một tổng thể kiến trúc đồng bộ, quy mô lớn, đáp ứng kỹ, mỹ thuật truyền thống, đặc biệt văn bia tại Đền có hình trụ vuông 4 mặt, phỏng theo tấm Bia cổ từ năm 1679 tại Nhà bia sinh từ.

## Hiện vật
Tại Đền bà chúa Me còn một số hiện vật có liên quan đến Bà chúa Me và những nhân vật được phối thờ tại Đền như sắc phong của Vua Khải Định vào năm 1924 cho Bính Quận công Vũ Tất Thận; Bia sinh từ gồm 2 tấm bia cổ hình vuông lập năm 1679 do Tham tòng Công bộ Thượng thư, kiêm Đông các Đại học sĩ, Quận công Hồ Sỹ Dương phụng soạn; tấm bia thứ 2 được lập năm 1696, do Tiến sỹ Lê Phủ, Tham tụng, Thượng thư Hình bộ Tri trung Thư giám, tước Lai sơn tử phụng soạn. Cả hai tấm bia đều nói về công đức và việc thờ phụng Chiêu nghi Vũ Thị Ngọc Huấn.
Ngoài ra, cạnh Đền chính còn có Lăng mộ của Quận chúa Trịnh Thị Ngọc Án, là con gái của Chiêu nghi Vũ Thị Ngọc Huấn, vợ chúa Trịnh Tạc. Lăng mộ được tôn tại, xây dựng trên nền lăng mộ cũ đã từ trước đó ở khu Phủ bà.

## Lễ hội
Lễ hội Đền bà chúa Me được tổ chức vào ngày mùng 9 tháng Giêng (âm lịch) hàng năm. Trong ngày này, Ban Tổ chức lễ hội tổ chức nghi lễ lễ dâng hương và khai ấn Đền Bà chúa Me, cầu một năm mới quốc thái, dân an, mưa thuận, gió hòa, mọi người trong thôn ngoài xã bình an, hạnh phúc.

## Hình ảnh

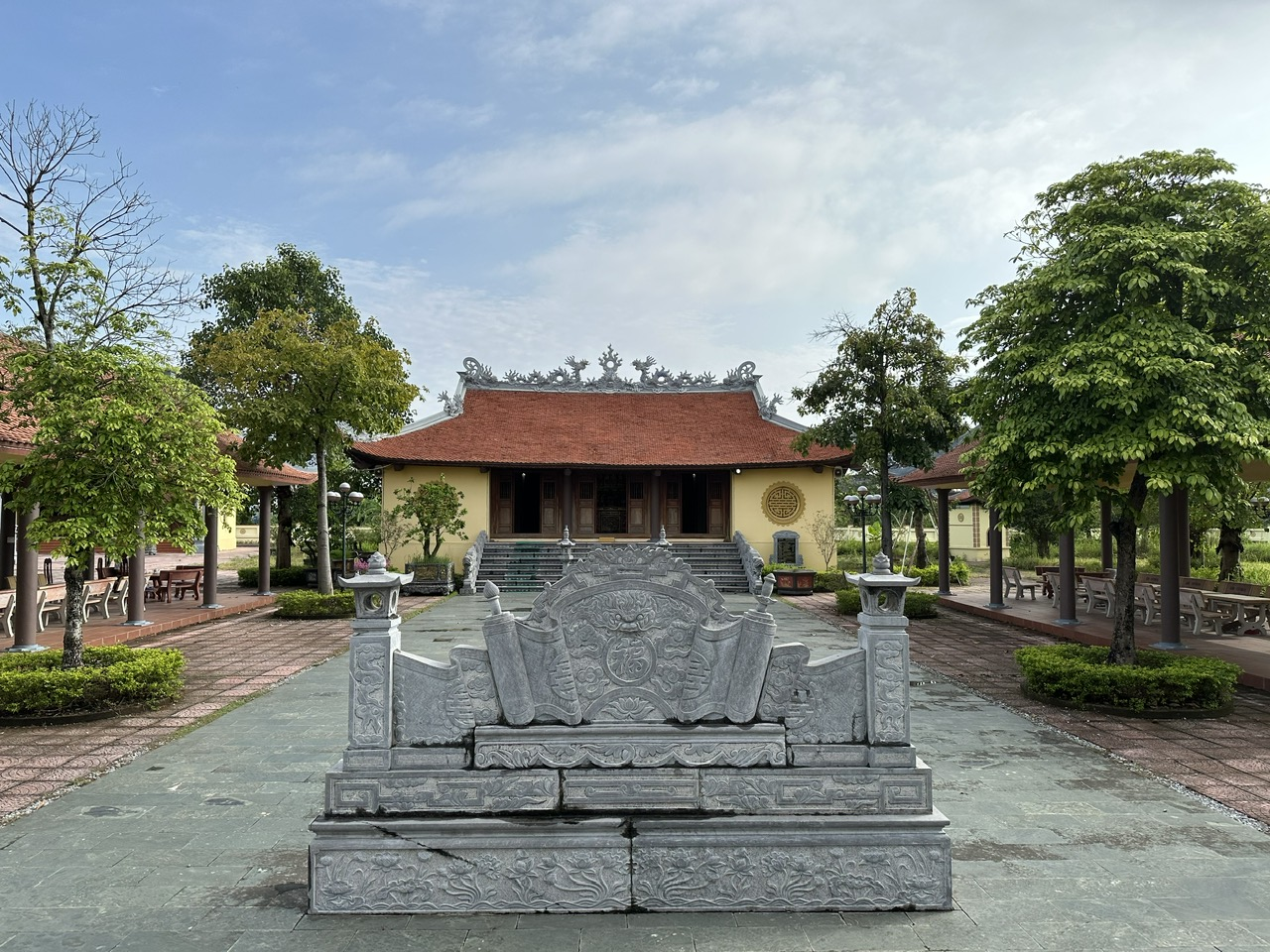
Đền bà chúa Me nhìn từ phía trước.
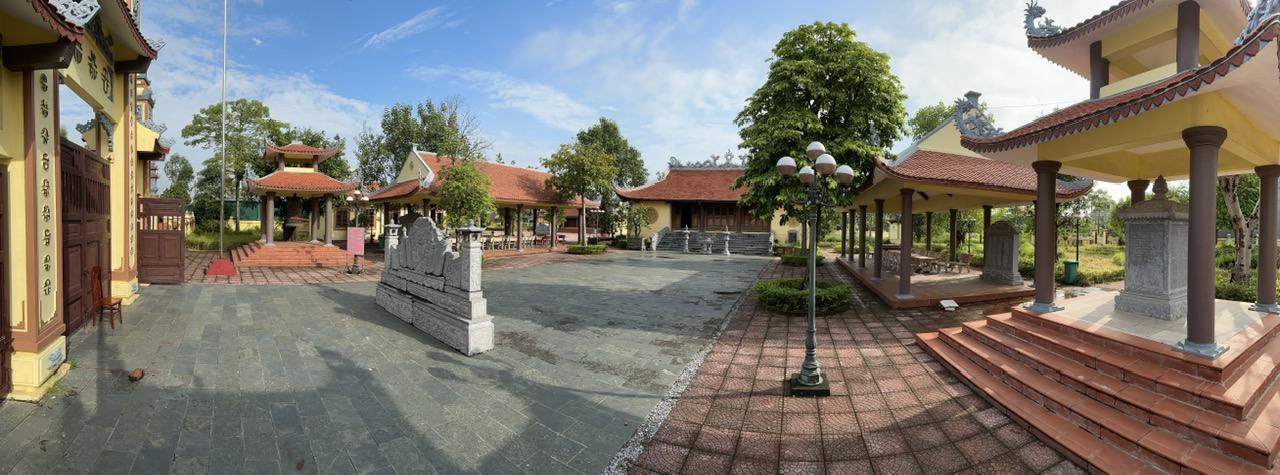
Quang cảnh phía trước Đền.
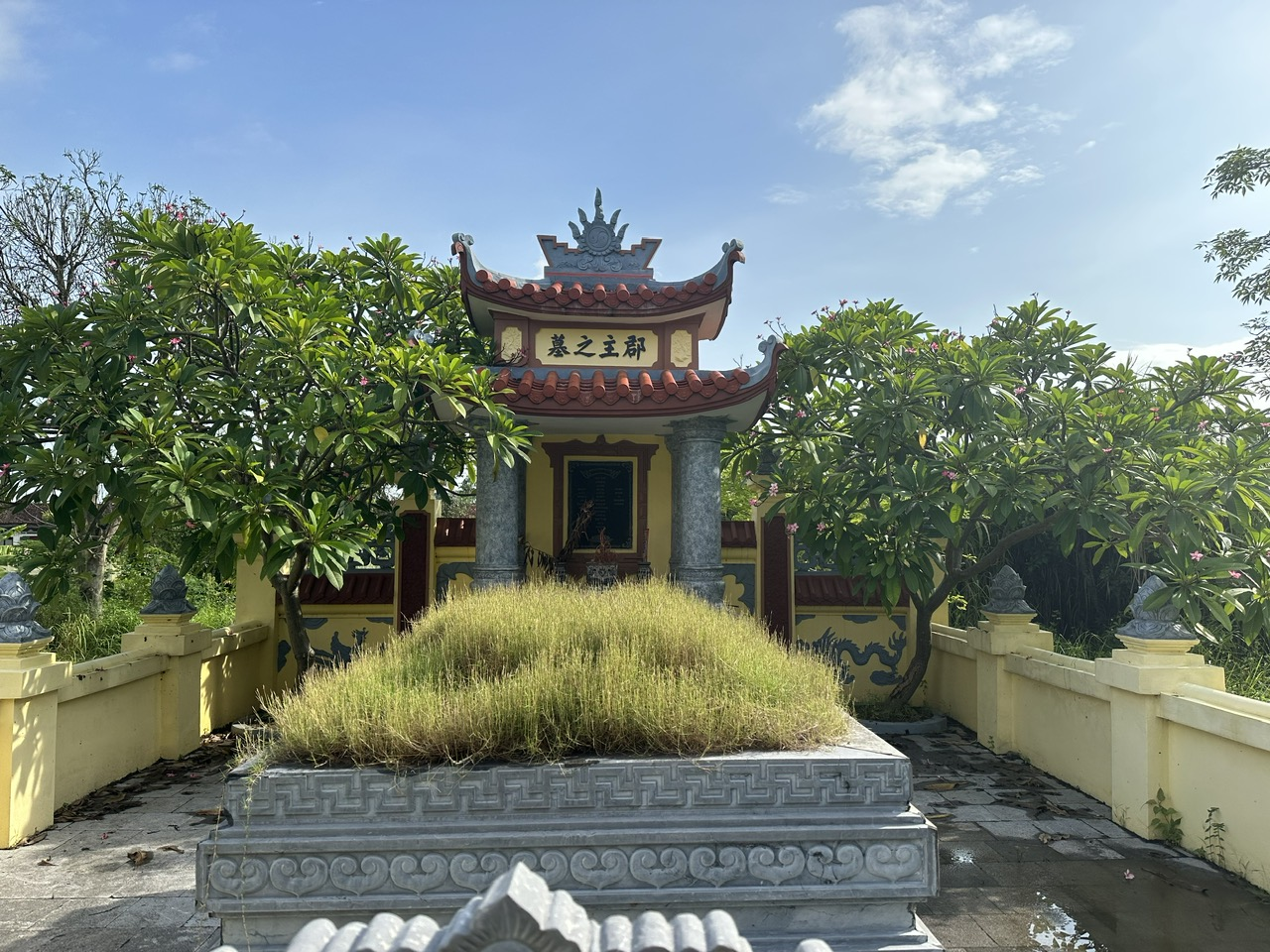
Lăng mộ của Quận chúa Trịnh Thị Ngọc Án.
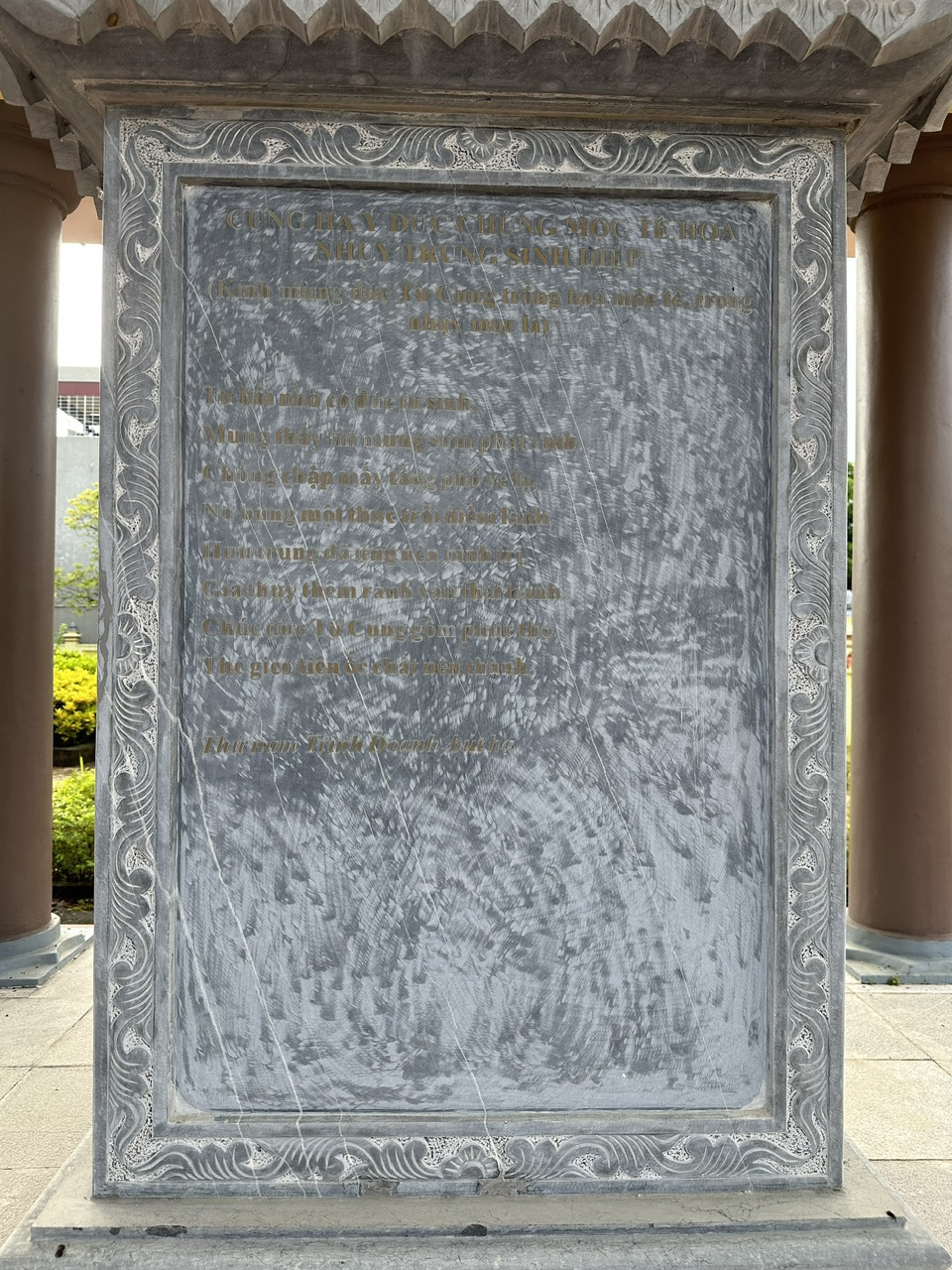
Bài thơ Trịnh Doanh tặng mẹ khắc trên bia đá tại Đền bà chúa Me.